# Muhammad Gaddafi
Muhammad Muammar al-Gaddafi (nascido em 1970; em árabe: محمد القذافي)  é o filho mais velho do ex-líder líbio Muammar Gaddafi. Embora fosse considerado um possível sucessor como governante da Líbia depois de seu pai, ele é relatado por ser desinteressado na função.
Ele foi também o presidente das Postagens Gerais e Companhia de Telecomunicações que possui e opera telefones celulares e serviços de satélite na Líbia. A empresa é o principal provedor de internet para a Líbia, e imediatamente após o início dos protestos contra o regime de Gaddafi em fevereiro 2011, que levou à atual guerra civil, cortou as ligações à internet entre a Líbia e o resto do mundo.
Em 21 de Agosto de 2011, durante o que parecia ser a fase final de Guerra Civil na Líbia, as forças rebeldes do Conselho Nacional de Transição afirmaram ter aceito a rendição de Muhammad quando tomaram Tripoli. Em 22 de Agosto de 2011, ele teria escapado com a ajuda de partidários de Gaddafi. Tem sido relatado que em 29 de Agosto de 2011, entrou na Argélia com vários outros membros da família Gaddafi.